# Talent Mandaza
Talent Mandaza (11 de dezembro de 1985) é uma futebolista zimbabuense que atua como meia. 

## Carreira
Talent Mandaza fez parte do elenco da Seleção Zimbabuana de Futebol Feminino, nas Olimpíadas de 2016. 